# Iresine
Iresine es un género de plantas con flores con un gran número de plantas ornamentales en la familia Amaranthaceae. Estas plantas se encuentran en la Américas, en las zonas tropical y el subtropical, donde hay más de 30 especies. Algunas especies, por ejemplo Iresine herbstii, son cultivadas por el colorido de sus hojas, las cuales se llaman hojas de sangre.

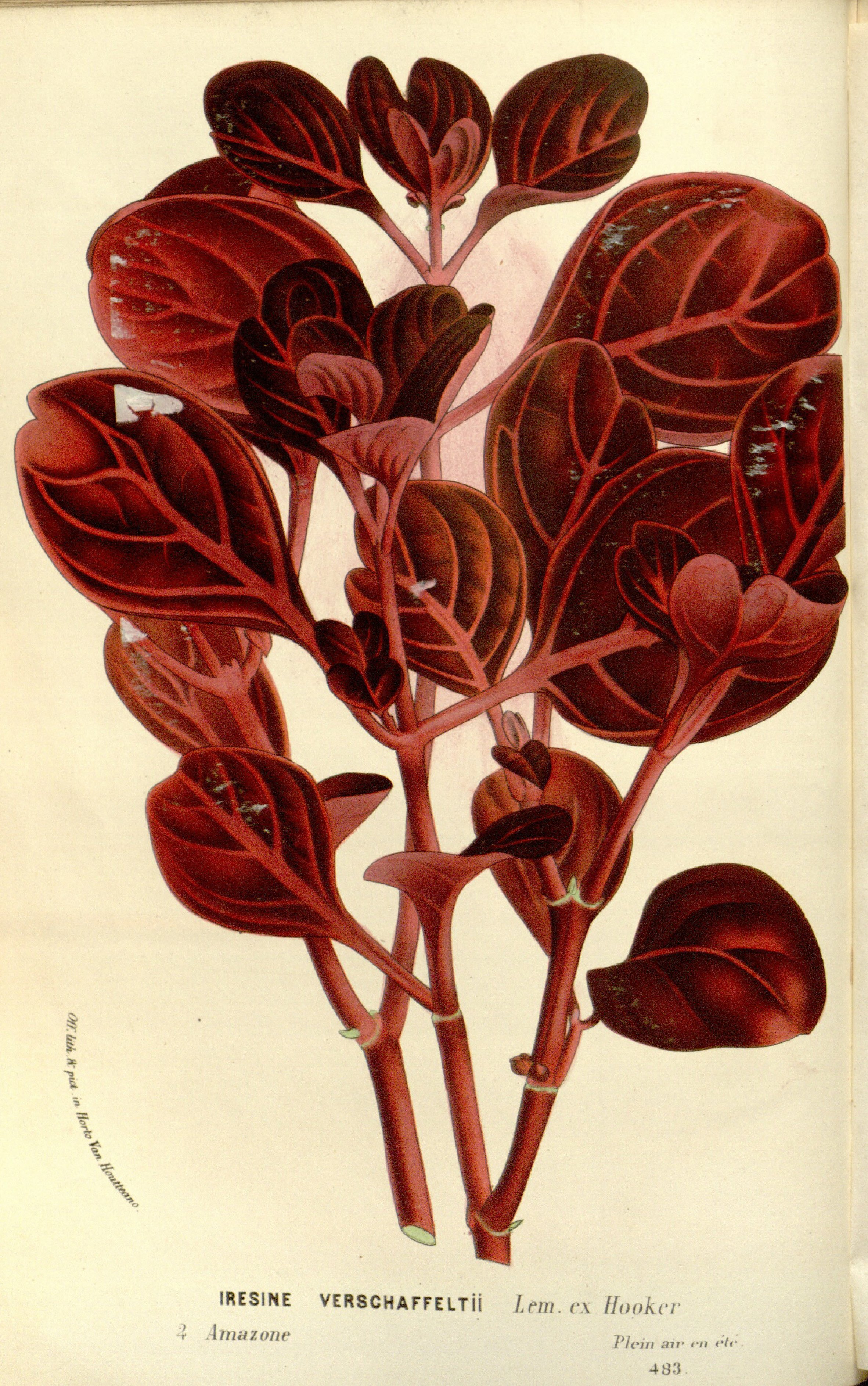
Iresine herbstii

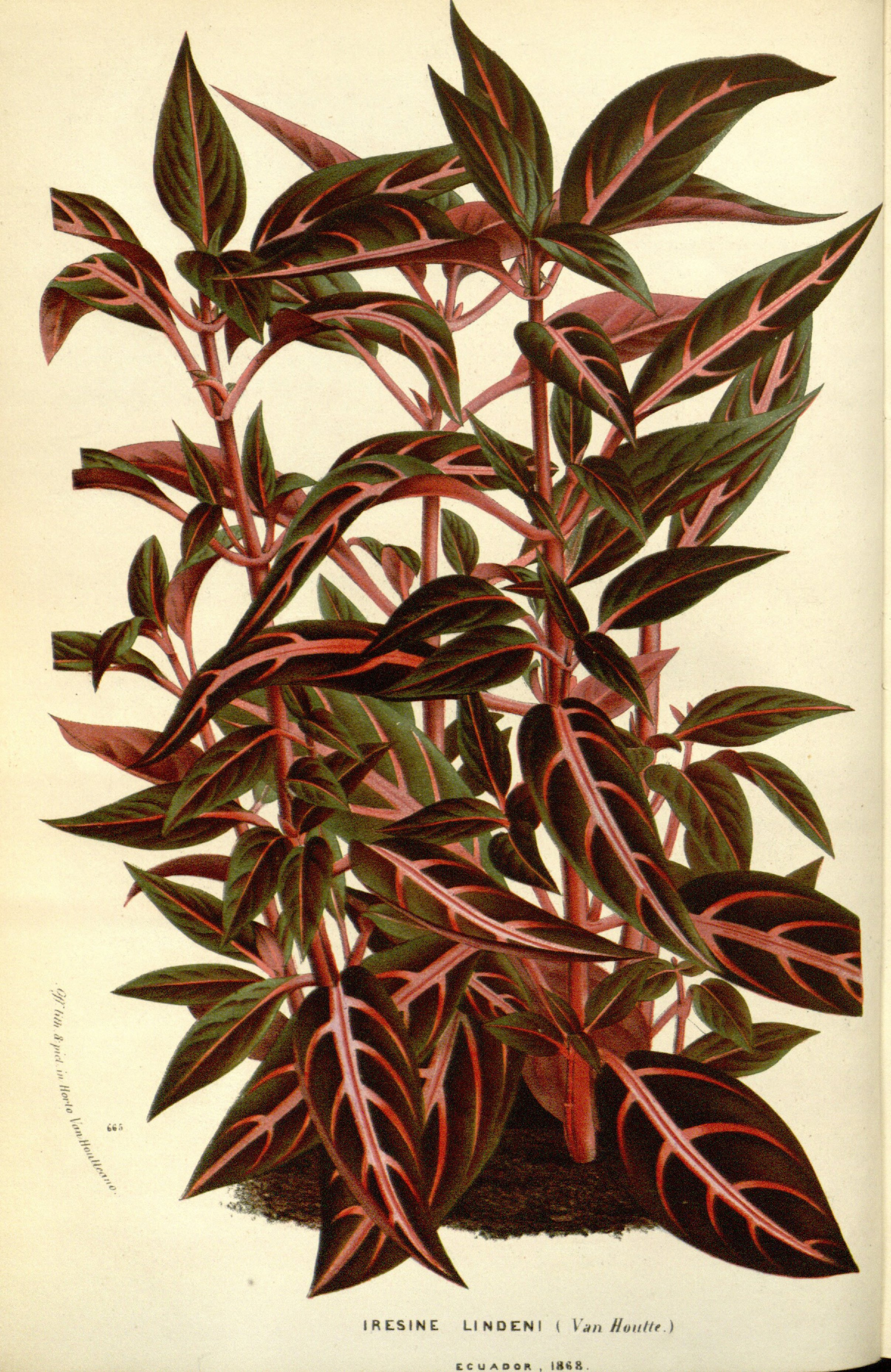
Iresine lindenii

## Descripción
Son hierbas, arbustos, bejucos, a veces árboles pequeños, anuales o perennes, con tallos erectos, escandentes o trepadores, tallos y ramas glabros, pubescentes o a veces densamente vellosos, con tricomas simples o a veces ramificados; plantas dioicas, ginodioicas o hermafroditas. Hojas opuestas, angostamente decurrentes sobre el pecíolo, glabras, escasa o densamente pubescentes, a veces densamente vellosas, indumento frecuentemente más denso en el envés. Inflorescencias compuestas 2–4 veces ramificadas, con flores solitarias, básicamente en espigas compactas o espigas alargadas. Fruto un utrículo subgloboso, membranáceo e indehiscente; semilla cocleado-orbicular o gruesamente lenticular, lisa o algo labrada, lustrosa, arilo ausente; flor cayendo junto con las bractéolas en la madurez.

## Taxonomía
El género fue descrito por Patrick Browne y publicado en The Civil and Natural History of Jamaica in Three Parts 358–359, en 1756. La especie tipo es: Iresine diffusa
Etimología
Iresine: nombre genérico que deriva de la palabra griega: εριος ( erios ), que significa "lana", en referencia a los tricomas que cubren las flores.

## Especies[4]
- Iresine ajuscana Suess. & Beyerle
- Iresine alternifolia S. Watson
- Iresine angustifolia Euph.
- Iresine arbuscula Uline & W.L.Bray
- Iresine arrecta Standl.
- Iresine borschii Zumaya & Flores Olv.
- Iresine cassiniiformis S.Schauer
- Iresine chrysotricha (Suess.) Borsch, Flores Olv. & Kai Müll.
- Iresine cubensis (Suess.) Borsch, Flores Olv. & Kai Müll.
- Iresine diffusa Humb. & Bonpl. ex Willd.
- Iresine discolor Greenm.
- Iresine domingensis Urb.
- Iresine flavescens Humb. et Bonpl. ex Willd.
- Iresine flavopilosa Suess.
- Iresine hartmanii Uline
- Iresine hebanthoides Suess.
- Iresine heterophylla Standl.
- Iresine interrupta Benth.
- Iresine jaliscana Uuline & W.L.Bray
- Iresine latifolia (M.Martens & Galeotti) Benth. & Hook.f.
- Iresine laurifolia Suess.
- Iresine leptoclada (Hook.f.) Henrickson & Sundb.
- Iresine nigra Uline & W.L.Bray
- Iresine orientalis G.L.Nesom
- Iresine palmeri (S.Wats.) Standl.
- Iresine pedicellata Eliasson
- Iresine pringlei S.Watson
- Iresine rhizomatosa Standl.
- Iresine rotundifolia Standl.
- Iresine rzedowskii Zumaya, Flores Olv. & Borsch
- Iresine schaffneri S.Watson
- Iresine sousae Zumaya, Flores Olv. & Borsch
- Iresine stricta Standl.
- Iresine valdesii Zumaya, Flores Olv. & Borsch